# Nino Pršeš
Nino Pršeš (nascido em  Sarajevo, Bósnia e Herzegovina, Jugoslávia/Iugoslávia) é um cantor, compositor e tecladista  bósnio. Depois de terminar os estudos secundários, formou-se na Academia de Música de Sarajevo, no Departamento de Teoria da Música e Pedagogia.
Nino Pršeš foi tecladista de várias bandas de pop-rock e cooperou com muitos cantores da Bósnia e Herzegovina, tendo composto várias canções para eles.`Ele é inspirado na música etno.
Em 2001. ele lançou o seu primeiro álbum como cantor solo  "Ženi se" . Várias canções tornaram-se sucesso no seu país, tendo sido tocadas em várias rádios e televisões do país.
Nino Pršeš escreveu a letra e compôs a sua canção Hano no Festival Eurovisão da Canção  2001. Ele classicou-se em 14.º lugar, tendo recebido 29 pontos.

## Álbuns
1. Ženi se
2. 1/1
3. Rum-pum